# جسم كروي
الجسم الكروي (وجمعه: الأجسام الكروية)، أو حلقهٌ فایشمان أو الغدةٌ الحلقيّةُ في فيزيولوجيا الحشرات، هو غدة صماء وظيفتها توليد هرمون يفعي ويلعب الجسم الكروي على هذا النحو دورًا محوريًا في عملية الـاستحالة. وربما تتسبب الإزالة الجراحية للأجسام الكروية (عملية استئصال) بأن تجعل يرقة غير ناضجة تخدُر حتى المرحلة التالية من الانسلاخ فينتج عنها يرقة بالغة مُصغَّرة، وعلى نحوٍ مماثل، يمكن أن تساعد زراعة أجسام كروية من يرقة صغيرة في يرقة بالغة النضج إلى أن تمُد وبشكلٍ كبير من المرحلة اليرقية، منتجةً بذلك ما يعادل حالة العملقة.
ويكون الجسم الكروي في العديد من أنواع ذوات الجناحين منصهرًا مع الجسم القلبي، مشكلاً «غدةً حلقيةً» معروفة أيضًا باسم حلقة وايزمان.
ويمثل الجسم الكروي في أنواع قشريات الجناح دور الموقع الإفرازي لهرمون المخ (الهرمون المحفز لغدة الصدر الأمامي) والذي ينتجه المخ.